# Četyrech
Il Četyrech (in russo Четырех?) è un fiume della Siberia Orientale settentrionale, affluente della Pjasina che scorre nel Tajmyrskij rajon del Territorio di Krasnojarsk, in Russia.
Il fiume ha origine dai Monti Byrranga, sulla penisola del Tajmyr, e scorre attraverso la tundra in direzione occidentale; sfocia nel canale laterale Starica (Balika) del fiume Pjasina a 19 km dalla foce nel golfo omonimo del mare di Kara. La lunghezza del fiume è di 128 km, l'area del bacino è di 1 010 km². Il fiume gela a fine settembre - inizio ottobre e rimane ghiacciato fino a giugno.
Prima della Rivoluzione russa il fiume era conosciuto con il nome di Dolgij Brod.